# 浜渦辰二
浜渦 辰二（はまうず しんじ、1952年 - ）は、日本の哲学者。静岡大学名誉教授・大阪大学名誉教授。上智大学グリーフケア研究所特任教授。専門は現象学の創始者フッサールにおける間主観性の現象学、および、ケアの人間学・臨床哲学・死生学。

## 来歴
出典は大阪大学作成の略歴資料による。
- 1952年：高知県に生まれる。
- 1971年3月：名古屋大学教育学部附属高等学校卒業。
- 1976年3月：静岡大学人文学部（哲学）卒業。
- 1980年3月：九州大学大学院文学研究科修士課程（哲学）修了。
- 1984年3月：九州大学大学院文学研究科博士課程（哲学）単位取得済退学。
- 1984年4月～7月：日本学術振興会奨励研究員。
- 1984年8月～1986年9月：DAAD（ドイツ学術交流会）奨学生として（旧西）ドイツ・ケルン大学及びヴッパタール大学留学。
- 1986年10月～1987年3月：九州大学文学部研究生。
- 1987年4月～1989年9月：西南学院大学非常勤講師（哲学）。
- 1989年10月～1991年3月：九州大学文学部助手（哲学）。
- 1991年4月～1996年3月：静岡大学人文学部（社会思想〜人間学）助教授 。
- 1995年3月 九州大学において博士（文学）の学位を取得[2]。
- 1996年4月～2008年3月：静岡大学人文学部（人間学）教授。
- 1997年4月～2008年3月：静岡大学大学院人文社会科学研究科（臨床人間科学）兼任教授。
- 2008年3月：静岡大学名誉教授。
- 2008年4月〜2018年3月：大阪大学大学院文学研究科（臨床哲学・倫理学）教授。
- 2013年冬学期：ドイツ・ハイデルベルク大学客員教授。
- 2017年4月〜2018年3月：大阪大学大学院医学系研究科（医の倫理と公共政策学）兼任教授。
- 2018年3月：大阪大学名誉教授。
- 2018年4月〜2020年３月：大阪大学大学院文学研究科招へい教授。
- 2020年４月〜：上智大学グリーフケア研究所特任教授（副所長）、放送大学客員教授。

## 著作

### 単著
- 『フッサール間主観性の現象学』創文社、1995年
- 『可能性としてのフッサール現象学―他者とともに生きるために―』晃洋書房、2018年
- On Development from Husserl’s phenomenology - Between Phenomenology of Intersubjectivity and Clinical Philosophy of Caring –, 大阪大学大学院文学研究科紀要モノグラフ編,［OUKA: Osaka University Knowledge Archive]、2018年, doi:10.18910/68314
- 『ケアの臨床哲学への道―生老病死とともに生きる―』晃洋書房、2019年

### 共著・分担執筆
- 柏田康史・浜渦辰二・末吉康幸・広川明『哲学するために』北樹出版、1991年
- 金子晴勇編『人間学 ─その歴史と射程─』創文社、1995年
- 吉村仁・竹内浩昭・中桐斉之編『脱・環境ホルモンの社会』三学出版、2002年
- Hrsg. von Heinrich Hüni und Peter Trawny, Die erscheinende Welt. Festschrift für Klaus Held, Duncker & Humblot, Berlin, 2002年
- 静岡大学教養教育「哲学・思想分野」分科会編『哲学思想への誘い』2003年
- 統合学研究所編『複雑系、諸学の統合を求めて』晃洋書房、2005年
- Hrsg. von Daiseion-ji e.V. und der Wilhelm Gottfried Leibniz Gemeinschaft e.V, Symposium zur Gründung einer Deutsch-Japanischen Akademie für integrative Wissenschaft, J. H. Röll Verlag, 2005年
- 統合学研究所編『「統合学」へのすすめ』晃洋書房、2007年
- 木村敏・坂部恵監修『〈かたり〉と〈作り〉　臨床哲学の諸相』河合文化教育研究所、2009年
- Ed. by Hisashi Nasu, Lester Embree, George Psathas, Ilja Srubar. Alfred Schutz and his intellectual partners, UVK Verlagsgesellschaft, 2009年
- Ed. by Kwok-Ying Lau, Chan-Fai Cheung, Tze-Wan Kwan. Identity and Alterity ─ Phenomenology and Cultural Traditions ─, Orbis Phaenomenologicus, Königshausen & Neuman, 2010年
- Hrsg. von Dieter Lohmar und Dirk Fonfara. Soziale Erfahrung, Phänomenologische Forschungen, Im Auftrage der Deutschen Gesellschaft für phänomenologische Forschung, Felix Meiner Verlag, Hamburg, 2013年
- Ed. by Kwok-ying Lau / Chung-Chi Yu. BORDER-CROSSING ─ Phenomenology, Interculturality and Interdisciplinar,  Orbis Phaenomenologicus, Königshausen & Neumann, 2014年
- 木村敏・野家啓一監修『臨床哲学とは何か　臨床哲学の諸相』河合文化教育研究所、2015年
- 大阪大学社学共創叢書１『街に拓く大学―大阪大学の社学共創―』  大阪大学出版会、2019年
- 加藤泰史・小島毅編『尊厳と社会（下）』  法政大学出版局、2020年

### 編著
- 『いのちとこころに関わる現代の諸問題の現場に臨む臨床人間学の方法論的構築』科学研究費補助金・基盤研究(C)(2)研究成果報告書、2002年
- PROCEEDINGS OF THE FIRST INTERNATIONAL MEETING FOR HUSSERL STUDIES IN JAPAN， 第１回フッサ─ル研究国際会議 in Japan『予稿集』、2002年
- 『フッサ─ル研究』創刊号／科学研究費補助金・基盤研究(B─1)研究成果報告書、2003年
- 『ケアの人間学』 No.1、合同研究会編、2004年
- PROCEEDINGS OF THE FOURTH INTERNATIONAL MEETING FOR HUSSERL STUDIES IN JAPAN， 第４回フッサ─ル研究国際会議 in Japan『予稿集』、2004年
- 『フッサ─ル研究』第３号／平成16年度科学研究費補助金・基盤研究(B-1)研究成果報告書、2005年
- 『ケアの人間学 ─合同研究会要旨集─』 No.2，合同研究会編、2005年
- 『平成16年度「臨床と法」研究会研究報告書』静岡大学人文学部長裁量経費、2005年
- 『〈ケアの人間学〉入門』知泉書館、2005年
- 『対人援助の倫理と法／「臨床と法」研究会活動報告』第１号、科学研究費補助金・基盤研究(B)研究成果報告書、2006年
- 『対人援助の倫理と法／「臨床と法」研究会活動報告』第２号、科学研究費補助金・基盤研究(B)研究成果報告書、2007年
- 『対人援助の倫理と法／「臨床と法」研究会活動報告』第３号、科学研究費補助金・基盤研究(B)研究成果報告書、2008年
- 『ケアの臨床哲学 ─シンポジウムの記録─』2012年
- 浜渦辰二・宮脇美保子責任編集、シリ─ズ『生命倫理学』第14巻「看護倫理」、丸善出版、2012年
- 『看護研究』Vol.45-05：特集「北欧ケアとは何か　看護研究への示唆」、医学書院、2012年
- 『いま、北欧ケアを考える』，平成22─24年度科学研究費補助金基盤研究（B）〔海外学術調査〕「北欧ケアの実地調査に基づく理論的基礎と哲学的背景の研究」研究成果報告書、2013年
- 『北欧ケアの思想的基盤を掘り起こす』大阪大学出版会、2018年
- 浜渦辰二「傷つきやすさの現象学にむけて ――フッサール現象学における萌芽――」『傷つきやすさの現象学』2016年度 - 2018年度 科学研究費・基盤研究(B)（一般）「北欧現象学者との共同研究に基づく人間の傷つきやすさと有限性の現象学的研究」研究成果報告書、2020年、9-22頁、hdl:11094/77129。

### 翻訳
- シドニー・シューメーカー（菅豊彦との共訳）『自己知と自己同一性』勁草書房、1989年
- クラウス・ヘルト『20世紀の扉を開いた哲学─フッサール現象学入門─』九州大学出版会、2000年
- エトムント・フッサール『デカルト的省察』岩波文庫、2001年
- エトムント・フッサール（山口一郎との共監訳）『間主観性の現象学　その方法』ちくま学芸文庫、2012年
- エトムント・フッサール（山口一郎との共監訳）『間主観性の現象学　その展開』ちくま学芸文庫、2013年
- エトムント・フッサール（山口一郎との共監訳）『間主観性の現象学　その行方ちくま学芸文庫、2015年